# Gran hexecontaedro deltoidal
En geometría, el gran hexecontaedro deltoidal (o gran ditriacontaedro sagital) es un isohedral poliedro no convexo. Es el dual del gran rombicosidodecaedro no convexo. Es visualmente idéntico al gran rombidodecacrono. Tiene 60 caras con forma de cuadrilátero (dardos) que se cruzan entre sí, 120 aristas y 62 vértices. Sus caras son dardos. Parte de cada una de las caras con forma de dardo se encuentra dentro de la figura, por lo que no son totalmente visibles en los modelos sólidos.
También se le llama "gran hexecontaedro estrómbico".

## Proporciones

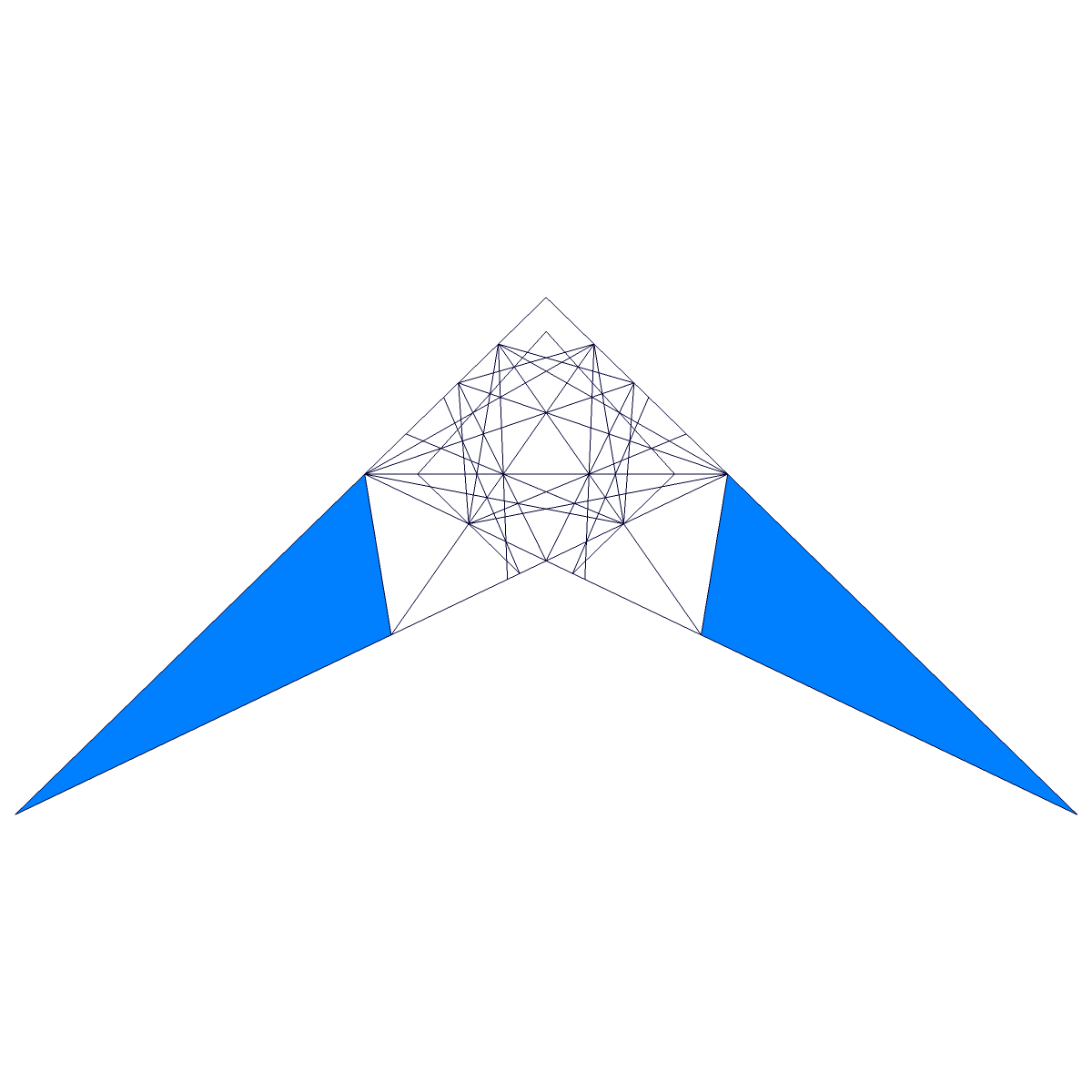
Forma de las caras

Los dardos tienen dos ángulos de {\displaystyle \arccos({\frac {1}{2}}+{\frac {1}{5}}{\sqrt {5}})\approx 18.699\,407\,085\,15^{\circ }}, uno de {\displaystyle \arccos(-{\frac {1}{4}}+{\frac {1}{10}}{\sqrt {5}})\approx 91.512\,394\,720\,74^{\circ }} y otro de {\displaystyle 360^{\circ }-\arccos(-{\frac {1}{8}}-{\frac {9}{40}}{\sqrt {5}})\approx 231.088\,791\,108\,96^{\circ }}. Su ángulo diedro es igual a {\displaystyle \arccos({\frac {-19+8{\sqrt {5}}}{41}})\approx 91.553\,403\,672\,16^{\circ }}. La relación entre las longitudes de los bordes largo y corto es {\displaystyle {\frac {21+3{\sqrt {5}}}{22}}\approx 1.259\,463\,815\,11}.